# 福岡県道40号直方停車場線
福岡県道40号直方停車場線（ふくおかけんどう40ごう のおがたていしゃじょうせん）は、福岡県直方市を通る県道（主要地方道）である。

## 概要
直方市古町から直方市津田町に至る。バスセンター・金融機関が立ち並ぶ、延長500 mほどの駅前繁華街路である。

### 路線データ
- 起点：福岡県直方市古町（直方駅交差点、JR九州筑豊本線（福北ゆたか線）・平成筑豊鉄道伊田線 直方駅前）
- 終点：福岡県直方市津田町（日の出橋西交差点、国道200号交点）
- 総延長：500 m

## 歴史
- 1993年（平成5年）5月11日 - 建設省から、県道直方停車場線が直方停車場線として主要地方道に指定される[1]。

## 地理

### 通過する自治体
- 直方市

### 交差する道路
| 交差する道路             | 交差する場所 | 交差する場所            |
| ------------------------ | ------------ | ----------------------- |
| 福岡県道27号直方芦屋線   | 津田町       | 津田町交差点            |
| 国道200号 国道211号 重複 | 津田町       | 日の出橋西交差点 / 終点 |

### 沿線
- JR九州筑豊本線（福北ゆたか線）・平成筑豊鉄道伊田線 直方駅
- 西鉄直方バスセンター
- 社会保険直方病院
- 須崎町商店街
- 福岡銀行直方支店
- や台すし直方駅前町
- 福岡シティ銀行直方支店
- 古町商店街